# Sharia en Nigeria

Uso de la Sharia en Nigeria:
La sharia no desempeña ningún papel en el sistema judicial
La sharia aplica solo en asuntos de estatus personal
La sharia se aplica en su totalidad, incluido el derecho penal

En Nigeria, la Sharia se ha instituido como un cuerpo principal de derecho civil y penal en 9 estados de mayoría musulmana y en algunas partes de los 3 estados de pluralidad musulmana desde 1999, cuando el entonces gobernador del estado de Zamfara, Ahmad Sani Yerima,  comenzó a impulsar la institución de la Sharia a nivel estatal de gobierno.

## Estados
En doce de los treinta y seis estados de Nigeria el Islam sunita es la religión dominante. En 1999, esos estados optaron por tener cortes de la Sharia, así como cortes tradicionales.
A partir de 2012, los siguientes 9 estados han instituido la Sharia:
- Estado de Zamfara (27 de enero de 2000)
- Estado de Kano (21 de junio de 2000)
- Estado de Sokoto
- Estado de Katsina
- Estado de Bauchi (junio de 2001)
- Estado de Borno
- Estado de Jigawa
- Estado de Kebbi
- Estado de Yobe

Los siguientes 3 estados también han instituido la sharia en algunas partes con grandes poblaciones musulmanas
- Estado de Kaduna
- Estado de Níger (4 de mayo de 2000)
- Estado de Gombe

## Controversia
Algunos sostienen que, tal como se implementó en el norte, la Sharia viola la Constitución de Nigeria.

### Estatus
La sharia solía ser categorizada como una ley consuetudinaria en Nigeria. Esta posición ha cambiado dado el pronunciamiento judicial en el caso de Alkamawa V Bello (1998) LPELR-SC.293 / 1991 Por lo tanto, ahora se considera a la Sharia como un sistema legal distinto y universal.

### Disturbios
Ha habido numerosos disturbios por la implementación de la ley de la sharia, que involucran principalmente a minorías no musulmanas en los estados que implementaron el sistema. Uno de esos disturbios mató a más de 100 personas en octubre de 2001 en el estado de Kano.

### Amina Lawal
En 2002, se ha sido vista de manera negativa a la sharia en el norte de Nigeria cuando Amina Lawal, una madre soltera en el estado de Katsina, fue acusada de adulterio y condenada a muerte por lapidación por un tribunal estatal de la Sharia por concebir un hijo fuera del matrimonio; El padre fue liberado sin convicción por falta de evidencia. La condena de Lawal provocó indignación tanto en el sur de Nigeria como en el oeste, y muchas ONG nacionales e internacionales presionaron al gobierno federal para anular su condena. En 2004, el tribunal de apelación de la Sharia revocó la condena y Lawal volvió a la vida privada.

### Blasfemia y apostasía
Un tribunal de la Sharia puede considerar la blasfemia como merecedora de varios castigos, incluso hasta la ejecución. En muchos estados predominantemente musulmanes, la conversión del Islam a otra religión es ilegal y con frecuencia es un delito capital.
En 2014, un hombre nigeriano, Mubarak Bala, fue enviado a la fuerza a una institución psiquiátrica en Kano durante dieciocho días, donde fue drogado a la fuerza después de afirmar que era ateo. El Unión internacional humanista y ética se hizo cargo del caso, afirmando que se violaron los derechos humanos de Bala.

### Ejecuciones
En 2002, la primera ejecución de un hombre bajo la Sharia tuvo lugar en el estado de Katsina; Human Rights Watch condenó la ejecución.

### Corte de Apelaciones de la Sharia
Reconocido como un tribunal federal de apelaciones bajo el gobierno de Nigeria, el Tribunal de Apelaciones de la Sharia es el más controvertido del sistema judicial. Existe dentro del Territorio de la Capital Federal de Nigeria y forma parte del Sistema Unificado de Tribunales. El Tribunal de Apelaciones de la Sharia revisa los casos relacionados con la ley de la Sharia, en particular en las regiones del norte y noreste del país. Esto ha causado controversia porque mientras la Corte de Apelaciones de la Sharia interpreta y revisa los casos relacionados con la ley islámica, también deben interpretar las leyes comunes y consuetudinarias de las otras regiones de Nigeria.